# Зигмунд Фоєрманн
Зигмунд Фоєрманн (нім. Sigmund Feuermann; 15 серпня 1900, Коломия — 1952, Тель-Авів) — австрійський скрипаль єврейського походження. Брат відомого віолончеліста Емануеля Фоєрманна.

## Життєпис
Народився Зигмунд Фоєрманн 15 серпня 1900 року в Коломиї в родині музиканта Меїра Фоєрманна.
У три роки Зигмунд вже грав на скрипці; у чотири він намагався читати ноти, а у п'ять років виступав публічно як скрипаль у Коломийському сіоністському жіночому товаристві «Рахель».Щоб удосконалити свою дитину в музиці, батько перевіз родину до Відня у 1908 році. Там Зигмунд навчався у професорів музики Розе, Файста та Шепчика, а у віці восьми років дав свій перший скрипковий концерт у столиці Австрії. У листопаді 1911 року виступив на філармонічному концерті в Лондоні під керівництвом сера Чарльза Стенфорда - тоді виконував концерт Брамса.
Із 1916 року розпочалася концертна кар'єра. 15 березня 1920 року провів власний концерт у Белграді, де виконав Крейцерову сонату, твори Паганіні, Чайковського, Моцарта та інших. Згодом прибув до США у 1925 році та мав там великий успіх зі своїми концертами. У грудні 1925 року представив свій талант аудиторії в Еоліанській залі, виконавши разом з Емілем Фрідбергером сонату Респігі сі мінор, а 24 січня 1926 року дав концерт з виконанням твору Штрауса у міській ратуші Нью-Йорка. Він також став викладачем у Нью-Йоркській музичній академії.
У 1930 році Зигмунд повернувся до батьків до Відня. 31 травня 1934 року разом з піаністом проф. Отто Шульгофом дав концерт у Віденському оперному театрі. Але через нацистську окупацію Австрії завдяки втручанню свого молодшого брата Емануеля, який тоді жив у Цюриху, Зигмунд разом із батьками перетнув австрійсько-швейцарський кордон 30 травня 1938 року. Але там він пробув недовго і перебався в майбутній Ізраїль. Зигмунд виступив як соліст у серпні 1939 року в кінотеатрі «Естер» з Палестинським симфонічним оркестром. У 1941 році він почав викладати в Американському університеті в Бейруті, але через ненависть арабів до євреїв повернувся в Тель-Авів. У липні 1946 року Зигмунд знову став солістом Палестинського симфонічного оркестру, однак концерти були невдалими. Останні роки життя Зигмунда Фойєрмана в Тель-Авіві були сумними, а потім трагічними. Було мало концертів, мало лекцій, мало доходу та мало спокою з дружиною. Одного дня на початку 1952 року його паралізувало; він втратив здатність говорити. Зигмунд помер через кілька місяців у Тель-Авіві.